# Déménagement à vélo

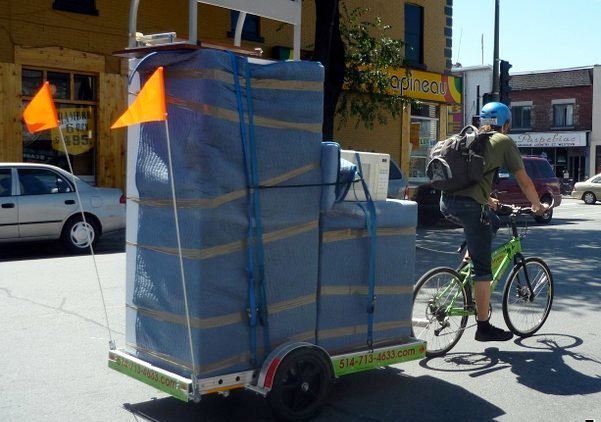
Déménagement, à vélo, d'un réfrigérateur et d'une cuisinière.

Un déménagement à vélo est une alternative non motorisée au déménagement traditionnellement effectué en camion. Bien que banale dans certains pays asiatiques comme la Chine, cette pratique est très peu courante dans le reste du monde. Pratiquement inexistante depuis la motorisation des transports, elle gagne pourtant en popularité depuis le début du XXIe siècle.

## Histoire

### Déménagements individuels et collectifs
Beth Hamon a effectué son propre déménagement à vélo en 1997. Les premiers déménagements à vélo mentionnés sur Internet sont aussi des déménagements individuels, l'un à Ottawa et l'autre à Chicago, tous deux en 2002. Peu de temps après, en 2003, les déménagements collectifs à vélo ont vu le jour à Portland, qui est une des villes les plus cyclables des États-Unis. C'est à partir de ce moment que les déménagements à vélo gagne peu à peu en popularité dans ce pays,,,,,. Un reportage de CNN montre notamment un déménagement effectué par un record de 70 cyclistes en 2013 à Portland.

## Avantages et inconvénients

### Avantages
Les principaux avantages du déménagement à vélo sont qu'il s'agit d'une alternative plus écologique et plus économique à l'utilisation d'un camion. En effet, les ressources matérielles et énergétiques nécessaires sont minimes, et les émissions de gaz à effet de serre sont nulles. En outre, il s'agit d'une option silencieuse, inodore et moins encombrante qu'un camion, ce qui est appréciable en milieu urbain. Un autre avantage du déménagement à vélo est qu'il favorise les contacts humains, étant donné que ce mode de transport pique inévitablement la curiosité des passants.

### Inconvénients
Le principal inconvénient d'un déménagement à vélo est le volume limité pouvant être transporté lors d'un voyage. Plusieurs allers-retours sont donc nécessaires pour tout transporter. Plus la distance est grande, et plus le temps requis est élevé. Ainsi, à moins de disposer d'un groupe de cyclistes ou de plusieurs jours, un déménagement à vélo est habituellement limité à quelques kilomètres (rarement plus d'une dizaine). Un autre inconvénient est sa vulnérabilité aux intempéries, telles que la pluie ou la neige. L'état de la chaussée, ainsi que le relief, sont aussi déterminants : une côte importante sur le parcours, qu'elle soit en montée ou en descente, peut compromettre la faisabilité d'un déménagement à vélo. Lorsque le relief est plat, toutefois, tirer une remorque chargée n'est pas aussi difficile qu'on pourrait l'imaginer : une fois les premiers coups de pédales donnés, l'inertie fait une grande partie du travail.

## Équipement utilisé

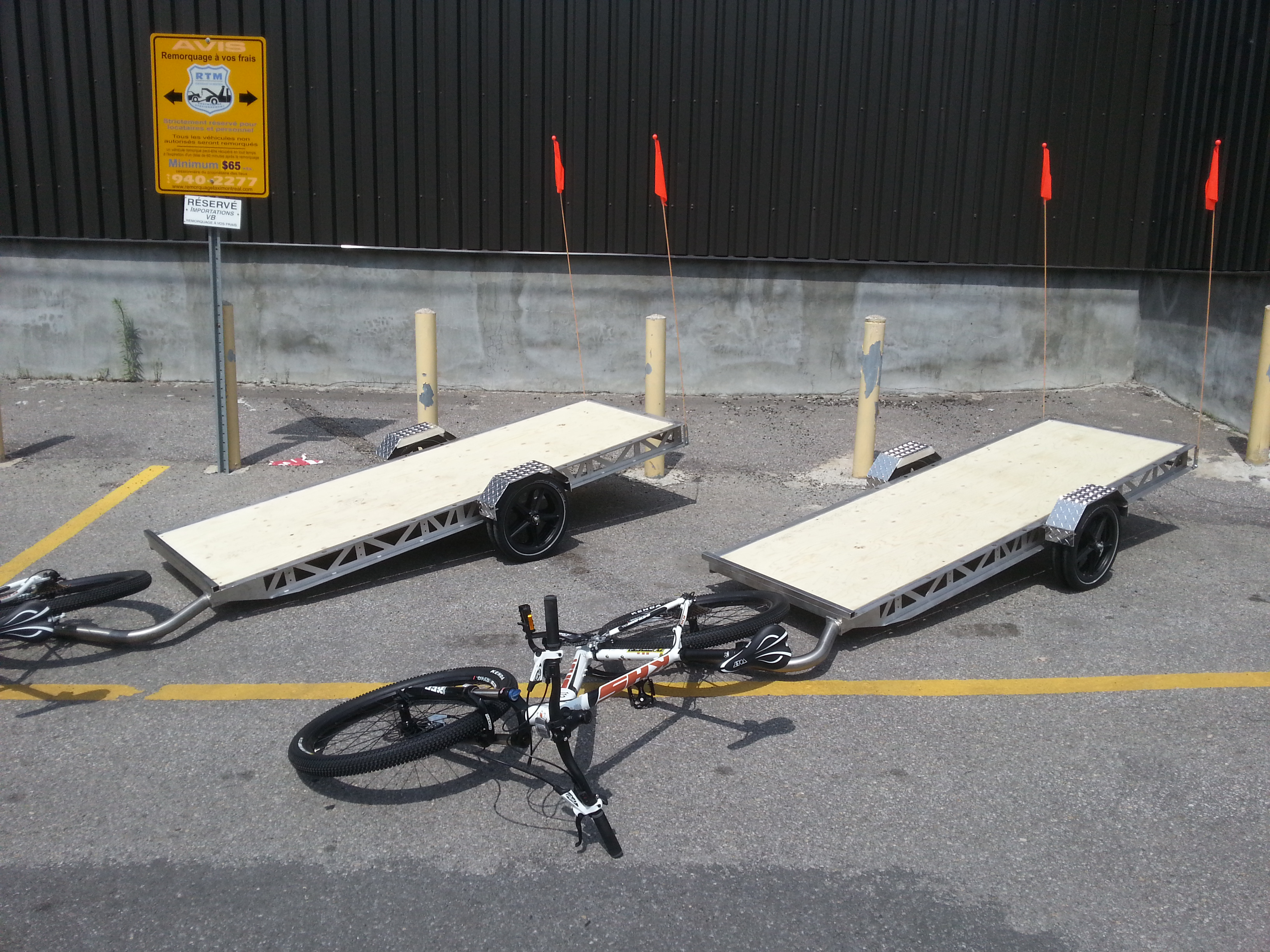
Remorques de vélo conçues pour le déménagement.

Tout vélo muni d'un accessoire de transport peut être utilisé pour contribuer à un déménagement à vélo. Lors de déménagements collectifs, les participants utilisent notamment des caisses à lait et des sacoches fixées aux porte-bagages et des paniers fixés au guidon. À défaut d'accessoires appropriés, il est aussi possible d'utiliser un sac à dos.
Pour une plus grande capacité de charge, les déménageurs à vélo plus expérimentés utilisent un vélo cargo ou un vélo muni d'une remorque.
Les déménageurs à vélo professionnels optent pour des remorques spécifiquement conçues à cet effet, telles que le modèle 64AWD de Bikes At Work et le Plateau de transport 300 kg de Toutenvélo. Ces deux modèles sont des plateformes d'environ 1,6 m par 75 cm, ont un essieu à doubles roues et une capacité de charge d'environ 300 kg. Des modèles d'environ 2,4 m de longueur sont aussi disponibles. Le vélo préconisé pour tirer ces remorques est le plus souvent un vélo de montagne muni de freins à disques hydrauliques et de pneus lisses.[passage promotionnel]
Il importe aussi d'avoir à disposition des accessoires pour fixer solidement les éléments, comme des élastiques, des sangles d'arrimage et des bâches, ainsi que les accessoires habituels de déménagement tels que des sangles de transport pour les appareils électroménagers et les gros meubles, des couvertures de déménagement et du ruban adhésif.